# Herminia vermiculata
Herminia vermiculata là một loài bướm đêm trong họ Noctuidae.